# Larry Williams
Lawrence Eugene „Larry“ Williams (* 10. Mai 1935 in New Orleans; † 7. Januar 1980 in Los Angeles) war ein US-amerikanischer Rhythm-and-Blues-Sänger, -Pianist und -Songschreiber.

## Werdegang
Seine ersten Platten erschienen 1957 bei Specialty Records zu einem Zeitpunkt, als sich deren Star Little Richard für eine Karriere als Prediger entschieden hatte. Williams sollte dessen Nachfolger werden, weil er ein vergleichbar wildes Pianospiel pflegte. Seine Stimme, wie auch sein Pfeifen, waren allerdings unverkennbar und seine Texte waren schräger.
Larry Williams war seit früher Jugend auch ein Kleinganove, eine Zeit lang auch Zuhälter. Seine kleinen Tourneen nutzte er auch, um nebenbei mit Drogen zu handeln. Dies brachte ihn Ende der 1950er Jahre mehrfach ins Gefängnis. Mitte der 1960er Jahre gelang ihm ein Comeback mit leicht verändertem Sound und einer neuen Band, in der auch Johnny Guitar Watson mitspielte. Diese Phase wird heute als seine künstlerisch bedeutendste eingeschätzt; mit Mercy, Mercy, Mercy hatte die Band in Europa einen Hiterfolg. In den 1970er Jahren versuchte er sich in der damals aktuellen Disco-Welle, hatte aber keinen Erfolg.
Am 7. Januar 1980 wurde er tot neben seinem Revolver aufgefunden. Obwohl viele Fragen ungeklärt blieben, wurden die Ermittlungen rasch eingestellt und der Fall auf Suizid erkannt.
Einige seiner Rock-’n’-Roll-Lieder wurden durch Coverversionen weltweit bekannt. Die frühen Beatles spielten mit Bad Boy, Dizzy Miss Lizzy und Slow Down drei seiner Stücke ein. Letzteres spielten auch Alvin Lee, Blodwyn Pig, Episode Six, Gerry & the Pacemakers , The Jam und Die Toten Hosen. Dizzy Miss Lizzy und Slow Down wurden auch von Casey Jones & the Governors gespielt. Von Bony Moronie, das in der populären Liste der 500 Songs, die den Rock ’n’ Roll am meisten geprägt haben, geführt wird, gibt es Fassungen von John Lennon, Livin’ Blues, Johnny Burnette, Dr. Feelgood, Flying Burrito Brothers, Johnny Winter, Little Richard, Paul Jones, Showaddywaddy, The Who, Jumpin’ Gene Simmons und den The Shadows. Die The Rolling Stones, The Animals, Engerling und Paul McCartney interpretierten She Said Yeah.